# Maria Theofili
Maria Theofili é uma diplomata e oficial ministerial grega nomeada Representante Permanente da Grécia nas Nações Unidas em setembro de 2017. Após vários cargos no Ministério dos Negócios Estrangeiros da Grécia, de 2013 a 2017, ela serviu como Embaixadora da Grécia na França. Anteriormente, ela serviu em cargos diplomáticos nas embaixadas gregas em Londres e Damasco.
Theofili estudou direito na Universidade de Atenas, graduando-se em 1981. No ano seguinte, ela obteve um diploma de pós-graduação (DEA) em Estudos Políticos e Administrativos Europeus do Colégio da Europa em Bruges, na Bélgica.
Em 1985, após servir durante um ano como Adida de Embaixada no Departamento das Comunidades Europeias no Ministério dos Negócios Estrangeiros da Grécia, foi promovida a Secretária de Embaixada. Em 1989, ela ingressou na Embaixada da Grécia em Londres, tornando-se Secretária da Embaixada em 1992. Depois de retornar a Atenas para cargos ministeriais (1993-94), em 1995 ela mudou-se para a Embaixada da Grécia em Damasco, onde se tornou na Primeira Conselheira em 1998.
De 1999 a 2004, ela ocupou cargos diplomáticos em Atenas antes de ser nomeada Consulada Geral da Grécia em Londres. Em 2009, foi nomeada directora responsável pela Rússia e o Cáucaso no Ministério das Relações Externas da Grécia, chegando a Ministra Plenipotenciária em 2012, com responsabilidades em relação às Nações Unidas e a organizações internacionais. De 2015 a 2017, Theofili serviu como Embaixadora da Grécia na República Francesa e no Principado de Mónaco. Durante o mesmo período, ela representou o primeiro-ministro da Grécia no Conselho da Francofonia.